# And Still
And Still ist ein Lied des englischen Singer-Songwriters und Rockmusikers Peter Gabriel. Es ist am 1. Dezember 2023 auf Gabriels zehntem Studioalbum i/o erschienen.

## Geschichte
Das Lied wurde erstmals als Weltpremiere bei dem ersten Konzert der I/o The Tour am 18. Mai 2023 in der Tauron Arena in Krakau, Polen live gespielt und gehörte fast immer zur Setlist der Tournee.
Die Erstveröffentlichung von And Still erfolgte als elfte Single des Albums i/o am 28. Oktober 2023.
Diese wurde als Einzeltrack zum Download und Streaming durch Real World Records veröffentlicht. Hierbei handelt es sich um den sogenannten Dark-Side Mix, der von Tchad Blake abgemischt wurde. Ähnlich wie bei den in den zehn Monaten zuvor veröffentlichten Titeln Panopticom, The Court, Playing for Time, i/o, Four Kinds of Horses, Road to Joy, So Much, Olive Tree, Love Can Heal und This Is Home wurde das erste Veröffentlichungsdatum der Single so gewählt, dass es mit einem Vollmond zusammenfällt.
Insgesamt wurden drei verschiedene Mixe des Titels veröffentlicht: Neben dem Dark-Side Mix (gemixt von Tchad Blake) wurde am 13. November der Bright-Side Mix (gemixt von Mark „Spike“ Stent) und der Atmos-In-Side Mix (von Hans-Martin Buff) an dem darauffolgenden Neumond veröffentlicht.

„Mir gefällt die Idee des Multiple-Mix-Ansatzes sehr gut, denn für die meisten Künstler ist der Prozess und nicht das Produkt das Wichtigste. In gewisser Weise versuche ich, den Prozess für diejenigen, die daran interessiert sind, ein wenig mehr zu öffnen.“

## Artwork
Das Cover der Single zeigt das Gemälde And Still (Time) der in Südafrika geborenen, in Brasilien und Kanada aufgewachsenen und in London lebenden Künstlerin Megan Rooney. Im Internet ist es auch unter dem Titel Dividing the light (rumblings) zu finden. Es wurde in Acryl als Pastellmalerei und Ölstift auf Leinwand erstellt und hat die für Rooney typischen großen Maße 199,6 × 152,3 cm (78,58 × 59,96 Zoll). Es zeigt eine abstrakte Komposition in vorwiegenden Blau- und Gelb-Farbtönen. Peter Gabriel suchte Rooney in ihrem Studio in St Pancras auf und gab ihr einen Kopfhörer, damit sie sich And Still anhören konnte. Rooney war davon sehr gerührt, da ihre Mutter eine wichtige Rolle in ihrem Leben als Künstlerin spielte. Das Bild auf Leinwand drückt eine Antwort auf das Lied von Peter Gabriel aus. Es ist ein Markenzeichen der großformatigen Malerei. Sie erstellte es aus dem Gedächtnis als ein Weg in die Welt, die Gabriel mit seinem Song geschaffen hat. Eine Sehnsucht packte sie, wenn sie sich Teile des Liedes anhörte und sie fühlte sich durch das Thema in den Garten ihrer Mutter versetzt. Typischerweise arbeitet Rooney in schnellen konzentrierten Ausbrüchen. Das Lied hat nach ihrer Aussage ein wellenförmiges Tempo, das dazu passt. Das Lied wiegt einen in den Armen und lässt den Zuhörer aufsteigen. Sie musste geduldig sein um die passende Antwort zu finden. Es entstand eine Verzahnung und Annäherung des Bildes mit dem Lied. Beide werden mit Themen von Verlust, Erinnerung und Erneuerung zusammengebracht.} Sie war die erste Künstlerin, die Peter Gabriel für das Album angesprochen hat.

„Es gab ein Stück, von dem wir beide dachten, dass es gut zu dem Song und der Stimmung passt. Megan sagte dann tatsächlich: „Ich möchte wirklich etwas Neues dafür kreieren“, und sie begann damit, aber genau wie bei meinem kreativen Prozess kam sie an einen Punkt, an dem sie dachte, dass sie es nicht ganz geschafft hatte. Ich weiß von meiner eigenen Arbeit, dass ich sie manchmal verlassen und wieder zurückkommen muss, um den richtigen Weg zu finden. Am Ende schlug Megan vor, „vielleicht sollten wir stattdessen dieses vorhandene Stück verwenden“, was wir dann auch getan haben. Ich hoffe immer noch, dass wir mit dem anderen Stück zum Ende kommen, aber das hier ist ein wunderschönes Stück.“

„Malen heißt immer, am Anfang zu beginnen. Aber wir speichern unsere Vergangenheit im tiefen Brunnen unserer Gedächtnisdatenbank und erinnern uns an alles, was vor uns geschehen ist und an alles, was noch kommen wird.“

## Hintergrund
Aufgenommen in Gabriels Real World Studios in Box, Wiltshire, im Beehive und in den British Grove Studios in London sind auf And Still unter anderem wieder Tony Levin an der Bassgitarre, David Rhodes an der E-Gitarre und das ständige New Blood-Orchester für dieses Album zu hören. Anstatt dem Cellospiel von Ayanna Witter-Johnson während der i/o-Tour ist bei der Studioaufnahme Ian Burdge als Solist zu hören, der auch der Prinzipal seiner Abteilung im Orchester ist. Das Orchester-Arrangement stammt wieder von John Metcalfe zusammen mit Peter Gabriel. Interessanterweise nutzt Gabriel für dieses Stück die Glasharfe und experimentiert (wie auch auf einigen anderen seiner Alben) mit der Verfremdung seiner Stimme.
Der Dark-Side Mix der Single wurde am elften Vollmond, genannt Hunter's Moon des Jahres 2023 veröffentlicht. Gabriel kündigte bei der Veröffentlichung des Titels Panopticom an, dass weitere Bright-Side Mixe von allen Titeln des Albums von Mark „Spike“ Stent und weitere Dark-Side Mixe von Tchad Blake veröffentlicht werden. Der erste Mix wurde jeweils bei Vollmond und die weiteren bei Neumond veröffentlicht. Darüber hinaus wurden von allen Titeln In-Side Mixe in Dolby Atmos von Hans-Martin Buff angekündigt, die von ihm im Red Room der Real World Studios und seinem eigenen Tonstudio Aural Majority Pad in Boofland erstellt wurden. Diese können auf Apple Music, Amazon Music als auch der Audio-Blu-ray des Albums gehört werden. Als Stereo-Variante steht bzgl. der Streamingdienste der jeweilige Dark-Side Mix zur Verfügung.

## Inhalt und Bedeutung
Über den Ursprung des Liedes sagte Gabriel:

„Ich habe vor einigen Jahren ein Lied für meinen Vater geschrieben, das ich ihm sogar vorspielen konnte, nämlich Father, Son. Als meine Mutter starb, wollte ich etwas für sie schreiben, aber es hat eine Weile gedauert, bis ich mich wohl und distanziert genug fühlte, um etwas schreiben zu können. Ich habe auch versucht, ein wenig im Stil der Musik zu schreiben, auf die meine Eltern reagiert haben, also denke ich, dass einige Musik aus den 40er Jahren wahrscheinlich einen Einfluss auf den Song hatte. In der Mitte wollte ich meiner Mutter eine schöne Melodie schreiben. Sie liebte klassische Musik, und so erklingt dort ein wunderschönes Cello. Es hat eine Weile gedauert, das richtig hinzubekommen, es darf nicht zu emotional oder zu untertrieben sein, aber ich denke, wir haben es am Ende geschafft.“

And Still ist ein Stück, das Peter Gabriel, nach seiner Ansage zu diesem Lied bei den Konzerten der i/o Tour, seiner im Jahr 2016 im Alter von 95 Jahren verstorbenen Mutter Edith Irene Gabriel gewidmet hat. Es ist nach eigenen Angaben nicht nur eine Elegie, sondern auch eine Erkundung der Natur der Erinnerung, wie diese die Menschen bindet und sichert. Der Text handelt von einer Person, die bei der verstorbenen Mutter sitzt. Alles ist fortgegangen, heißt es im Liedtext. Beschreibungen von Berührungen folgen, die zuvor warm waren, jetzt aber kalt sind. Der Text enthält Bilder, die entstehen und Empfindungen, die benannt werden. Diese zeugen von Verlust und Trauer. In And Still wird Wehmut ausgedrückt, aber auch eine tiefe Liebe und Dankbarkeit, von der Mutter in die Welt gesetzt worden zu sein und durch sie damit weiter in die Welt gehen zu können. Der Text vermittelt das alleine sein mit den Gedanken, den Erinnerungen an vergangene Berührungen, an das Wohnhaus der Kindheit.

## Bandcamp Exclusives
Für die Abonnenten des Kanals von Peter Gabriel bei dem Online-Musikdienst Bandcamp wurden zusätzlich zu den Bright-Side und den Dark-Side Mixen alternative Versionen der bis jetzt veröffentlichten Titel des Albums i/o auch zum Download zur Verfügung gestellt, wie auch Videoclips, die deutlich mehr in die Tiefe gehen als die Clips auf YouTube, die an jedem Vollmond regulär erscheinen (meistens an Neumond, manchmal später).
And Still (No Strings Attatched Version) – 8:03 – Bei dieser Version stehen das Piano und die Stimme von Peter Gabriel im Mittelpunkt des Liedes. Diese Aufnahme ist vor den orchestralen Sessions in den British Grove Studios noch ohne die Mitglieder des New Blood-Orchesters entstanden. Es sind ausschließlich gesampelte Streicher von John Metcalfe zu hören. Das Stück wirkt wie eine Demoaufnahme. Ansonsten sind noch Piano, Bass und wenige Synthesizer-Klänge zu hören. Gabriels Gesang ist noch eine vorläufige Fassung. Ein Cello gibt es in dieser Aufnahme noch nicht. Das Solo wird am Klavier gespielt. Die Laufzeit dieser Fassung ist etwa 20 Sekunden länger, als die der Hauptmixe.

## Musikvideo
Das Musikvideo zu And Still wurde zu dem Dark-Side Mix im Rahmen der KI-Musikvideocreator-Plattform 50:50 am 6. Juni 2025 veröffentlicht. Das KI-generierte animierte Video wurde von Arielko erstellt. Inspiriert von der Musik und dem Text des Liedes, erforscht dieses Video das Thema der verstorbenen geliebten Menschen und derer, die sie zurücklassen. Der kreative Prozess umfasste die Lektüre von Gabriels Interviews über die Entstehung des Liedes, die Recherche von Ausdrucksformen des Gedenkens in Kunst und Kultur und das Notieren persönlicher Assoziationen, die durch den Text und die Überlegungen zum Verlust hervorgerufen werden. Das zentrale Thema, das sich herauskristallisierte, sind leere Häuser, die die Abwesenheit ihrer früheren Bewohner symbolisieren. Die Stare stehen für das allgegenwärtige Wunder und Geheimnis, das uns umgibt, bevor und nachdem wir hier sind.

## Mitwirkende
(Quelle:)

### Liedproduktion
- Tchad Blake – Mixing (Dark-Side Mix)
- Hans-Martin Buff – Dolby-Atmos-Mixing (In-Side Mix), Klatschen (nur In-Side-Mix), zusätzliches Leitmotiv (nur In-Side-Mix)
- Richard Chappell – Vorproduktion-Toningenieur und Programmierung
- Tom Coath – Assistenz-Orchester-Toningenieur
- Matt Colton – Mastering
- Faye Dolle – Assistenz-Toningenieurin
- Peter Gabriel – Hauptgesang, Begleitgesang, verfremdete Stimmen (Transformer Vocals), Piano, Synthesizer, Produzent, Rhythmus-Programmierung, gestimmte Perkussion (Glasharfe)
- Oli Jacobs – Toningenieur
- Lewis Jones – Orchester-Toningenieur
- Tony Levin – Bassgitarre
- Katie May – Toningenieurin
- David Rhodes – E-Gitarre
- Dom Shaw – Toningenieur
- Mark „Spike“ Stent – Mixing (Bright-Side Mix)
- Luie Stylianou – Assistenz-Orchester-Toningenieur

### Orchesterproduktion
- Mitglieder des New Blood Orchestra:
  - Orchester-Arrangements – John Metcalfe, Peter Gabriel
  - Geigen – Everton Nelson, Richard George, Natalia Bonner, Cathy Thompson, Debbie Widdup, Odile Ollagnon, Ian Humphries, Louisa Fuller, Martin Burgess, Clare Hayes, Charles Mutter, Marianne Haynes
  - Bratschen – Bruce White, Rachel Roberts, Fiona Bonds, Peter Lale
  - Celli – Ian Burdge (auch Solo-Cello), Caroline Dale, Tony Woollard, Chris Worsey, William Schofield, Chris Allan
  - Kontrabass – Chris Laurence, Stacy Watton, Lucy Shaw
  - Flöte – Eliza Marshall
  - Waldhorn – David Pyatt, Richard Bissill
  - Tenorposaune – Andy Wood, Tracy Holloway
  - Bassposaune – Richard Henry
  - Tuba – David Powell
  - Dirigent – John Metcalfe
  - Konzertmeister – Everton Nelson
  - Betreuer der Noten – Dave Foster
  - Auftragnehmer des Orchesters – Lucy Whalley und Susie Gillis für Isobel Griffiths Ltd.[8]

### Unternehmen
- Aural Majority Pad – Tonstudio (Dolby Atmos Mix)
- The Beehive – Tonstudio
- British Grove – Tonstudio
- Metropolis Mastering – Mastering
- Real World Studios – Tonstudio